# Établissement correctionnel territorial du Colorado
Ne doit pas être confondu avec Pénitencier d'État du Colorado.
Colorado Territorial Correctional Facility
L'établissement correctionnel territorial du Colorado (en anglais : Colorado Territorial Correctional Facility ou CTCF), familièrement appelé simplement « Territorial », est une prison d'État américaine à sécurité moyenne située dans le comté de Fremont,  juste à l'est de Cañon City, siège du comté, dans l'État américain du Colorado. 
Construite en 1871 en tant que prison territoriale et devenue par la suite une prison d'État en 1876, l'établissement est la plus ancienne prison du Colorado, l'une des 25 prisons administrées par le  Département des services correctionnels du Colorado (en) et l'une des sept situées à Cañon City ou dans ses environs.

## Histoire
L'établissement entre en activité le 13 janvier 1871, antérieurement à l'accession au statut d'État du Colorado, l'établissement était alors intégré dans le système pénitentiaire fédéral américain et est alors surnommé « Old Max ». En 1876, lorsque le Colorado devient officiellement un État, L'établissement devient officiellement une prison d'État et le premier établissement nommé « pénitencier d'État du Colorado » et constitue actuellement la plus ancienne prison du Colorado. Construit sur une terrain de 25 acres (10,12 ha) et composé de 50 cellules, l'établissement accueille son premier détenu (nommé John Shelper) le 13 juin 1871 et connait sa première évasion en décembre 1871. La première femme est incarcérée dans l'établissement en 1873, année durant laquelle la surpopulation devient également problémarique. 
La maison du directeur adjoint (en anglais : Deputy Warden's House), construite en 1901 sur le terrain de l'établissement, est inscrite depuis 2001 au Registre national des lieux historiques,. Cette maison, construite selon les plans de l'architecte Charles.C. Rittenhouse dans le style Queen Anne, sert de logement au directeur adjoint de l'établissement jusqu'au milieu des années 1970 avant de servir de foyer d'accueil pour les jeunes détenus puis de bureaux administratifs pour le personnel pénitentiaire avant d'être désaffectée,.
L'établissement est par la suite également agrandi en 1904 puis 1910, avec la constructions de bâtiments administratifs et de détention.
C'est dans cet établissement que se trouvait le premier couloir de la mort du Colorado et qu'est survenu l'émeute de 1929[réf. nécessaire].
En 1993, après la construction du pénitencier d'État actuel, la prison devient  l'établissement correctionnel territorial du Colorado, étant recatégorisé en établissement de sécurité moyenne.

## Description
Le système pénitentiaire du Colorado ne dispose que de deux structure médicales pénitentiaires, dont l'une est située au CTCF. L'autre est situé au centre de réception et de diagnostic de Denver (en anglais : Denver Reception & Diagnostic Center ou DRDC)[réf. nécessaire].

## Couloir de la mort
Entre les années 1890 et 1993, le couloir de la mort et la chambre d'exécution du Colorado étaient installées dans centre correctionnel territorial du Colorado, qui étant alors le pénitencier d'État du Colorado,, mais la dernière exécution y a eu lieu en 1967.
Le pénitencier de l'État du Colorado entre en activité en 1993 et le couloir de la mort y est transféré à cette occasion. Par la suite, à partir de 2012,  l'hébergement des prisonniers du couloir de la mort du Colorado devient assuré par l'établissement correctionnel de Sterling (en), les exécutions continuant cependant à être réalisées au pénitencier de l'État du Colorado . 
La peine capitale est abolie en 2020 dans l'État du Colorado. Mais, bien que la loi ne s'applique pas rétroactivement, les peines des trois détenus se trouvant encore dans le couloir de la mort ont été commuées en peine de prison à vie par le gouverneur Jared Polis.

## Détenus notables
- Anton Woode, alias "Kid Wallace" : La plus jeune personne de l'histoire de l'État du Colorado à être jugée en tant qu'adulte. Il a été jugé à l'âge adulte et reconnu coupable de meurtre au deuxième degré le 24 mars 1893. Il a commencé à purger une peine de 25 ans à la prison le 8 avril de la même année. Woode a été reconnu coupable d'avoir tiré dans le dos de l'homme d'affaires de Denver, Joseph Smith, lors d'une excursion de chasse au lapin, après quoi il a volé à Smith une montre en or et un fusil de chasse très convoités[11].
- Benjamin Ratcliff : pendu le 7 février 1896 après avoir été condamné pour les meurtres de trois membres du conseil scolaire du comté de Park commis en 1895[12].
- Alfred Packer : le « Cannibale du Colorado »[2]
- Henry Starr (en) : braqueur de banque et neveu de Belle Starr[2]
- James Sherbondy : l'un des douze participants à l'évasion survenue en 1947 et qui sert de sujet au semi-documentaire intitulé Le Pénitencier du Colorado, sorti en 1948[2].
- Jack Gilbert Graham, exécuté dans l'établissement le 11 janvier 1957[13].

## La prison dans l'art et la culture
La prison fait l'objet du semi-documentaire intitulé Le Pénitencier du Colorado sorti en 1948, relatant l'évasion de 12 détenus ayant eu lieu le 30 décembre 1947. Le tournage principal est réalisé dans la prison et ses environs de Cañon City, six mois après les faits.
Un film intitulé These Walls et sorti en 2022, est réalisé par des artistes incarcérés dans l'établissement l'année précédente alors que la prison fêtait son 150e anniversaire. Le film a été co-produit par l'University of Denver Prison Arts Initiative de l'Université de Denver et le Département des services correctionnels du Colorado (en).